# Molophilus fultonensis
Molophilus fultonensis là một loài ruồi trong họ Limoniidae. Chúng phân bố ở miền Tân bắc.